# Лоредана Лимоне
Лоредана Лимоне (на италиански: Loredana Limone) е италианска писателка и гастроном, авторка на произведения в жанра любовен роман, детска литература и книги за гастрономия.

## Биография и творчество
Лоредана Лимоне е родена на 16 октомври 1961 г. в Неапол, Италия. Пише първото си стихотворение когато е деветгодишна. Учи в интернат, където също пише поезия. Много по-късно измисля приказки за сина си и участва неуспешно в литературен конкурс.
Едва през 2002 г. дебютира като писателка с публикуването на сборника с приказки – „Влакчето Арлекино и други историйки“. Той е последван от различни книги за гастрономията, но кулинария, базирана и свързана с литературата и историята. Създава и Лаборатория за креативно писане на кулинарна тематика – „Литературни вкусотии“ (Sapori letterari) в гражданската библиотека „Лино Пенати“ в Чернуско сул Навильо, като същевременно издава през 2008 г. и трилогия под същото заглавие, а приходите са дарени за благотворителност.
Първият ѝ любовен роман „Щастливото градче“ от едноименната поредица е издаден през 2012 г. В малкото планинско градче Борго Пропицио се срещат различни личности – Белинда, която иска да започне живота си отново и да да осъществи мечтата си да отвори млекарница, Руджеро, който е сръчен работник и влюбен в Мариолина, клюкарките – от бъбривата Елвира до кривогледата Джема, вездесъщата леля Летиция редяща планове за бъдещето. Ремонтът на магазинчето е поверен на Руджеро, а ремонтните дейности носят изненади в живота на всички обитатели. Романът става бестселър и за него писателката получава специално отличие на наградата „Фелини“ в категорията „Дебютанти“.
Лоредана Лимоне умира след боледуване от сарком на крака на 8 декември 2018 г. в Милано.

## Произведения

### Поредица „Щастливото градче“ (Borgo Propizio)
1. Borgo Propizio (2012) – специално отличие на награда „Фелини“[1][2]
Щастливото градче, изд.: ИК „Ентусиаст“, София (2015), прев. Тонина Манфреди
2. E le stelle non stanno a guardare (2014)
3. Un terremoto a Borgo Propizio (2015)
4. La felicità vuole essere vissuta. Le storie di Borgo Propizio (2018)

### Детска литература
- Il trenino Arlecchino e altre storie (2002) – сборник с приказки[1]
- Due incredibili storie di Natale (2009)[3]
- Il fagiolo magico e altre fiaboricette (2009)[3]
- Grazie a te (2010)

### Документалистика
- La cucina del Paese di Cuccagna. Passeggiate gastronomiche con Matilde Serao (2003)[1]
- Mangiare in cascina. Viaggio nella gastronomia e nelle tradizioni della civiltà contadina (2004)
- Lo zucchino d'oro. Cinquanta ricette con il fior fiore dell'orto (2008) – 50 рецепти
- Sapori letterari (2008)
- Volevo essere un grande chef (2010)